# 貝茲梅爾角

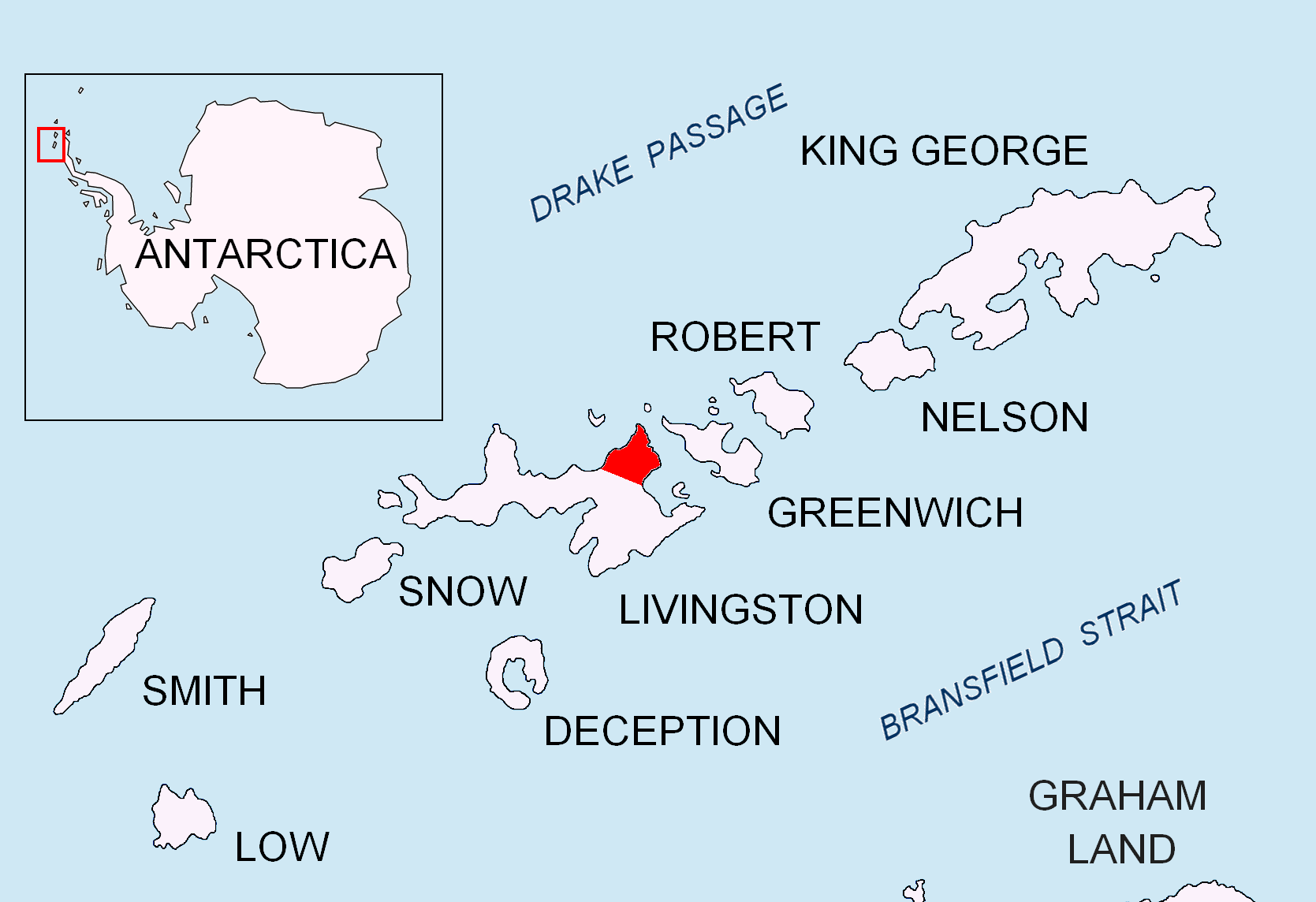

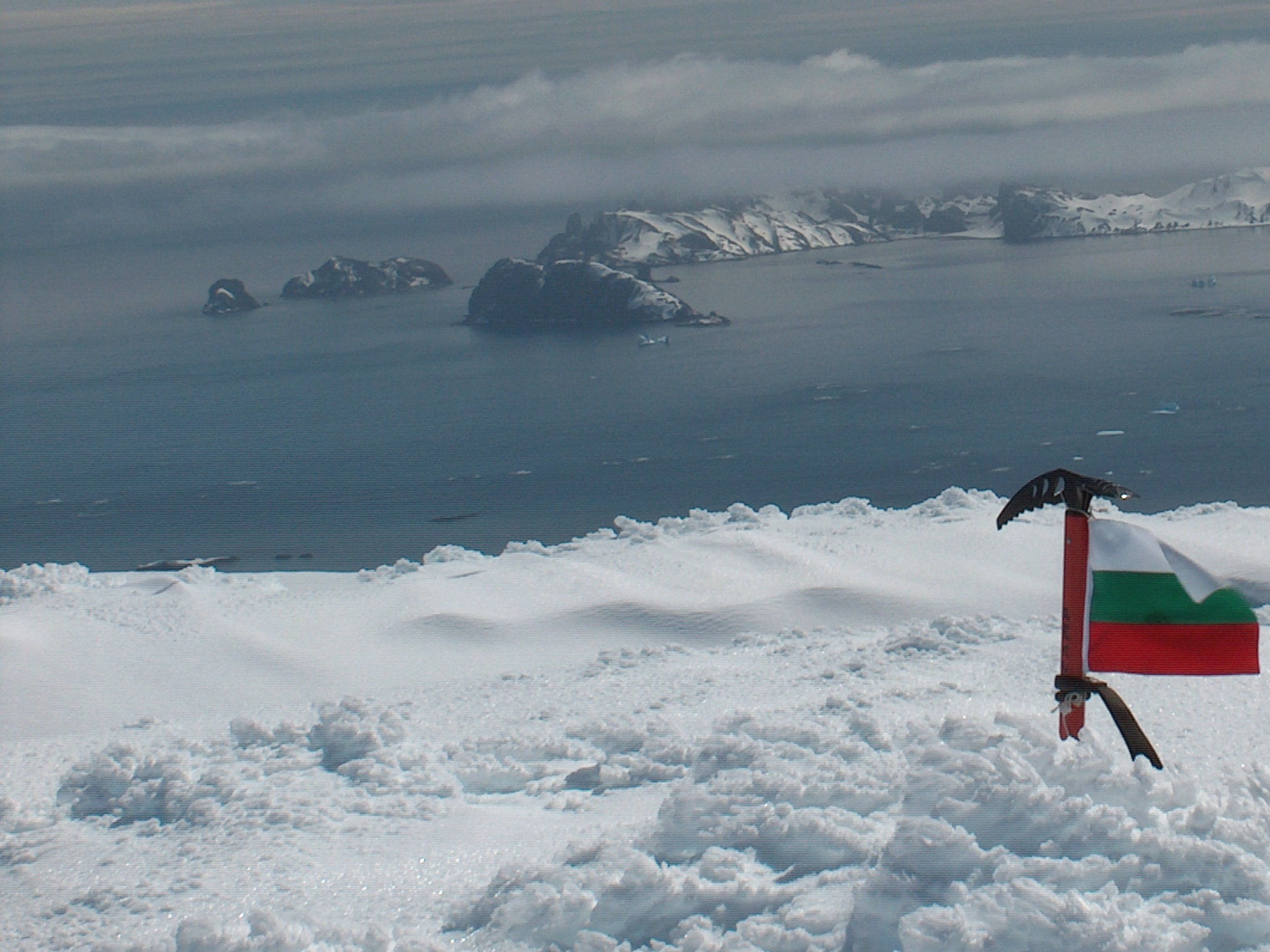

貝茲梅爾角是南極洲的海岬，位於南設得蘭群島中利文斯頓島的瓦爾納半島西北岸，處於科蒂斯角西南面3公里、米濟亞峰西南面4.9公里和西丁斯角東北面9.6公里。
62°31′06″S 60°15′09″W / 62.51833°S 60.25250°W

## 外部連結
- SCAR Composite Gazetteer of Antarctica（页面存档备份，存于）.